# Бекасово-Сортировочное (локомотивное депо)
Эксплуатационное локомотивное депо Бекасово-Сортировочное (ТЧЭ-23) — предприятие железнодорожного транспорта в городе Москва на полигоне Московской железной дороги. Депо занимается ремонтом и эксплуатацией тягового подвижного состава. Примыкает к сортировочной станции Бекасово-Сортировочное, находится у северо-восточного края сортировочного парка «С». Входит в Московскую дирекцию тяги — филиала ОАО «РЖД».
Включает:
- Основное здание депо
- ПТО (пункт технического обслуживания) к северо-востоку от основного здания
- Здания отдыха и реабилитации бригад
- Цистерны для сушки песка для локомотивов
- другие вспомогательные здания.

С 1 июля 2014г. ремонтом занимается Сервисное локомотивное депо Бекасово Московского управления сервиса ООО "СТМ - Сервис" (Синара Транспортные Машины)

## Тяговые плечи
Вместе с депо Орехово обслуживает весь Московский узел
- Бекасово — Москва-Сортировочная-Киевская
- Бекасово — Сухиничи-Главные
- Бекасово — Поварово-3 — Александров — Орехово
- Бекасово — Воскресенск — Орехово
- Бекасово — Вековка
- Бекасово — Люблино
- Бекасово — Москва-Товарная-Смоленская
- Бекасово — Вязьма
- Бекасово-Курск
- Бекасово — Волоколамск
- Волоколамск — Подмосковная
- Икша — Дмитров — Савелово
- Бекасово — Рыбное

## Подвижной состав
- Тепловозы ЧМЭ3, М62, 2М62 (закреплены за ФТЧЭ Калуга), ЧМЭ3, ЧМЭ3к, ЧМЭ3т, ТЭМ7А ТЭМ14
- Электровозы ВЛ10в/и, ВЛ11в/и.

## Филиалы
- ФТЧЭ-23 Калуга
- ФТЧЭ-23 Поварово-3

## История
Строительство новой станции Бекасово – Сортировочное было связано с тем, что надо было изменить организацию переработки и пропуска вагонопотока на железнодорожном узле Московского региона.
В период восстановления и развития народного хозяйства после Великой Отечественной войны транспорт, особенно железнодорожный, играл особую и решающую роль, поэтому в 1949 году в МПС рассматривался вопрос о развитии Большого Московского окружного кольца и строительстве 2 самых совершённых строительных станций. Главными инженерами проекта «Бекасово – Сортировочное» стали Н.В. Подколзин и В.Ф. Бочаров. В результате было решено построить одну из них в г. Орехово – Зуево, а вторую у деревни Бекасово в Наро - Фоминском районе, где одноколейная железная дорога, ещё не реконструированного Большого кольца, пересекалась с 2-х путным главным ходом Киевского направления на станции Бекасово - 1.
Проекты были утверждены и 4 сентября 1967 года вышло указание МПС №П – 23178 с решением о строительстве Западной сортировочной станции Бекасово. В мае 1968 года утверждена «Комплексная схема развития Бекасовского железнодорожного узла». Строительство начато в 1970 году. Общая площадь работ составила 380 Га. При строительстве депо и станции возникали большие сложности выбранной территории, которая была заболочена, из-за чего возникали просадки.
В 1974 году были сданы тракционные пути локомотивного депо, 32 пути сортировочного парка «С» и 112 стрелочных переводов. Также в 1974 году было решено эксплуатировать построенный парк «В», как участковую станцию. 
За короткое время было проведено укомплектование, обучение и обеспечение жильём штата работников предприятий созданного Бекасовского железнодорожного узла. На одном из этажей здания ПТОЛ был организован дом отдыха локомотивных бригад, задействован пункт экипировки локомотивов. 31 марта 1975 года станция получила название «Бекасово – Сортировочное».
Параллельно со строительством станции и локомотивного депо возводится железнодорожный посёлок Киевский и в 1976 году сдаётся первый жилой дом на 60 квартир. В 1984 году был уничтожен целый массив из жилых вагонов, который находился во входной горловине парка приёма поездов. Сейчас в поселении Киевский построено 32 жилых дома и с 1.07. 2012 посёлок передан из Наро - Фоминского района Московской области в Троицкий округ г. Москвы.   
Эксплуатационное локомотивное депо Бекасово – Сортировочное – предприятие железнодорожного транспорта в г. Москва, находится на полигоне Московской железной дороги. Примыкает к сортировочной станции Бекасово – Сортировочное. Локомотивное депо Бекасово открыто в 1975 году, как участок депо Малоярославец.
Самостоятельной хозяйственной единицей депо Бекасово – Сортировочное стало 1 марта 1976 года. А в 1987 году было введено в эксплуатацию, так называемое «новое депо» - цеха ТР1, ТР2, тепловозный, ремонтно – заготовительный, экспериментальный, цех ОГМ. Также включает в себя: основное здание депо, ПТОЛ (пункт технического осмотра локомотивов, цистерны для сушки песка, другие вспомогательные здания: компрессорная, здание химчистки, гараж, котельная, здание дома отдыха локомотивных бригад.
В связи с реорганизацией локомотивного хозяйства ОАО «РЖД» на основании приказа №156/Н от 15.06.2009 года Локомотивное депо реорганизовано в эксплуатационное локомотивное депо ТЧЭ – 23 – структурное подразделение Московско – Смоленского отделения Московской железной дороги, в настоящее время – Московской дирекции тяги. А ремонтные цеха были переданы Московской дирекции по ремонту (филиал ТЧР -37 Рыбное).
С 1 июля 2014 года ремонтные цеха и штат работников принадлежат ООО «СТМ – Сервис» (Синара Транспортные Машины). 
Действующий начальник Ремизов Андрей Валерьевич  
.

## Галерея

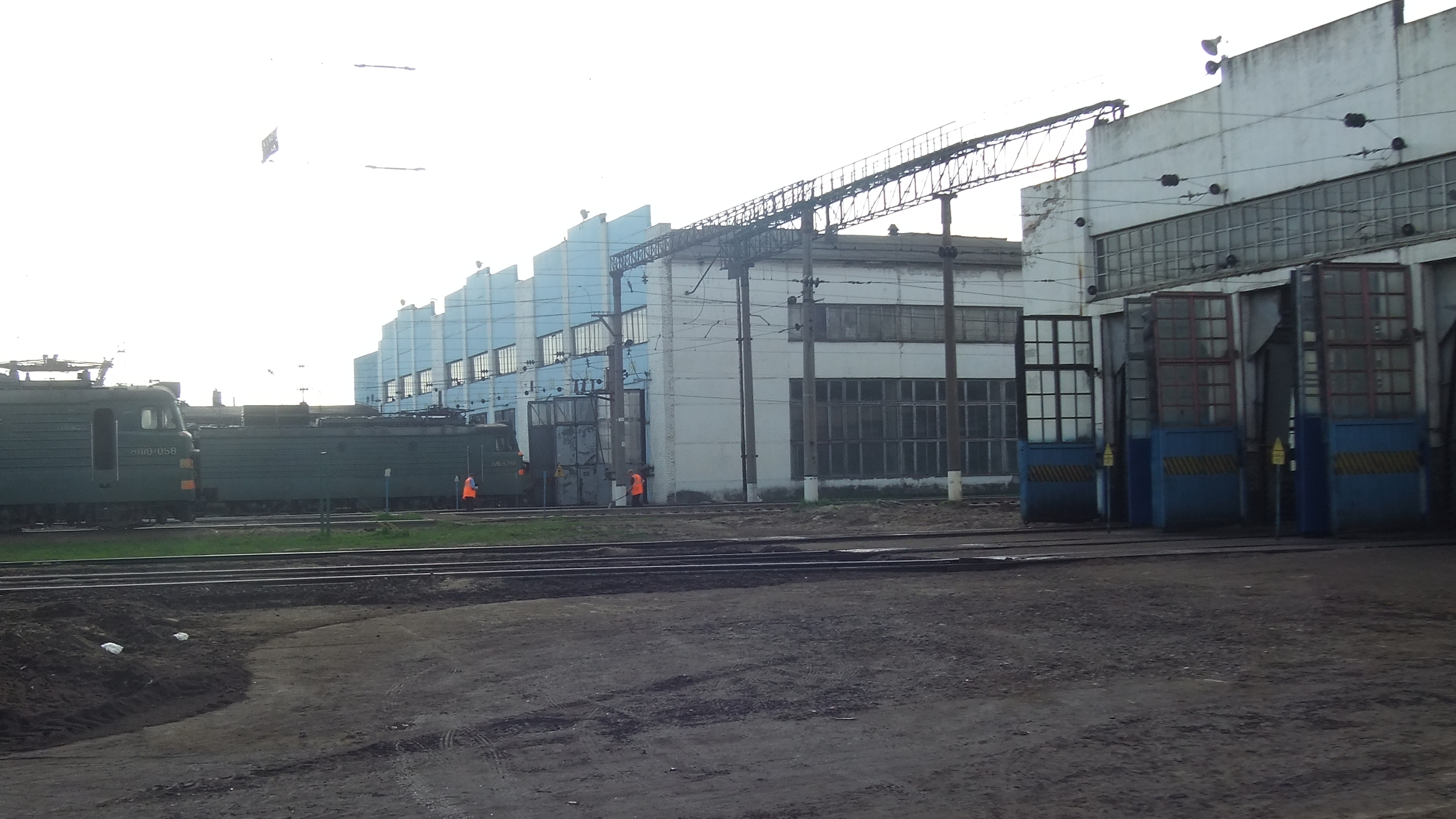
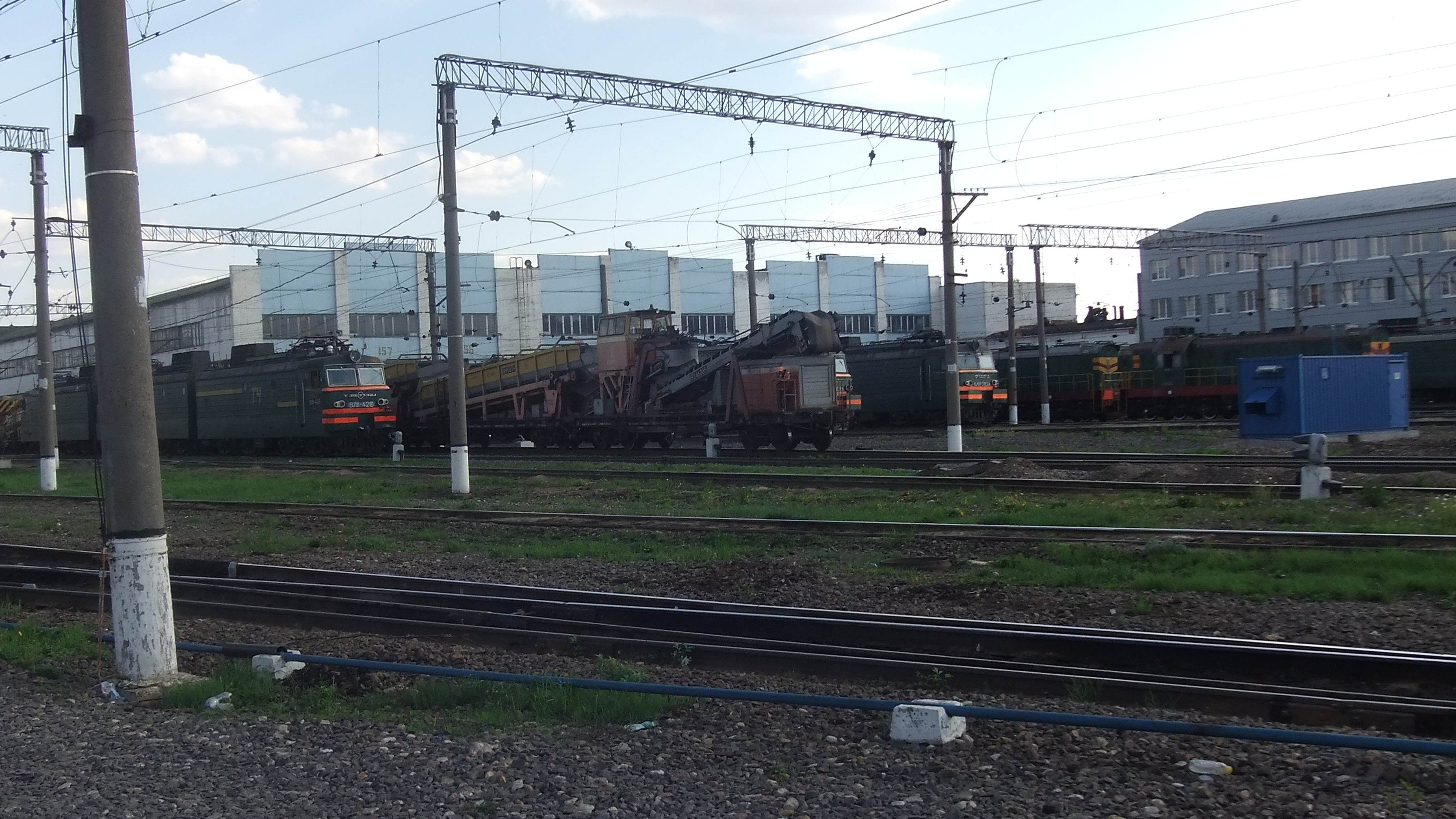
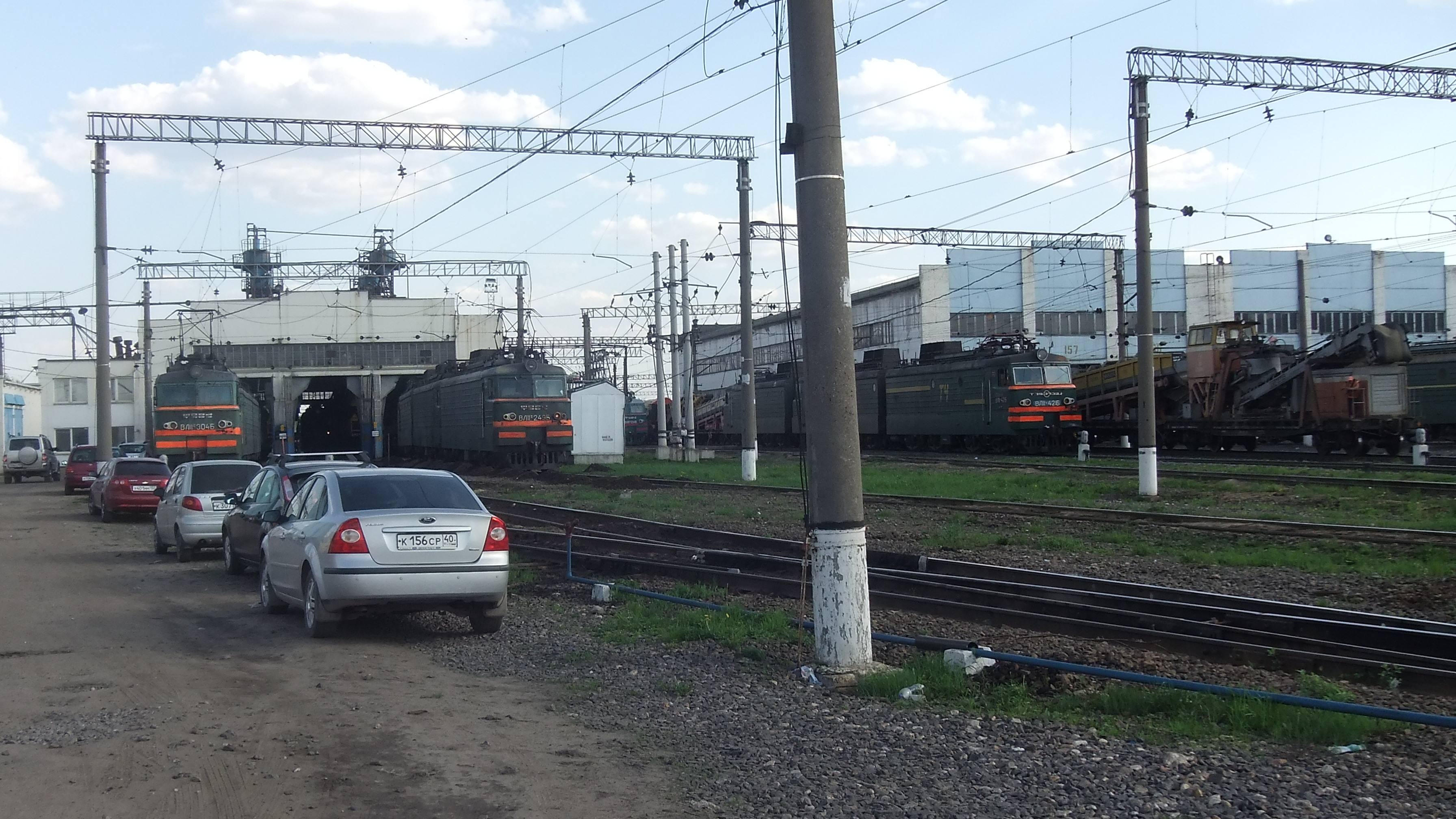
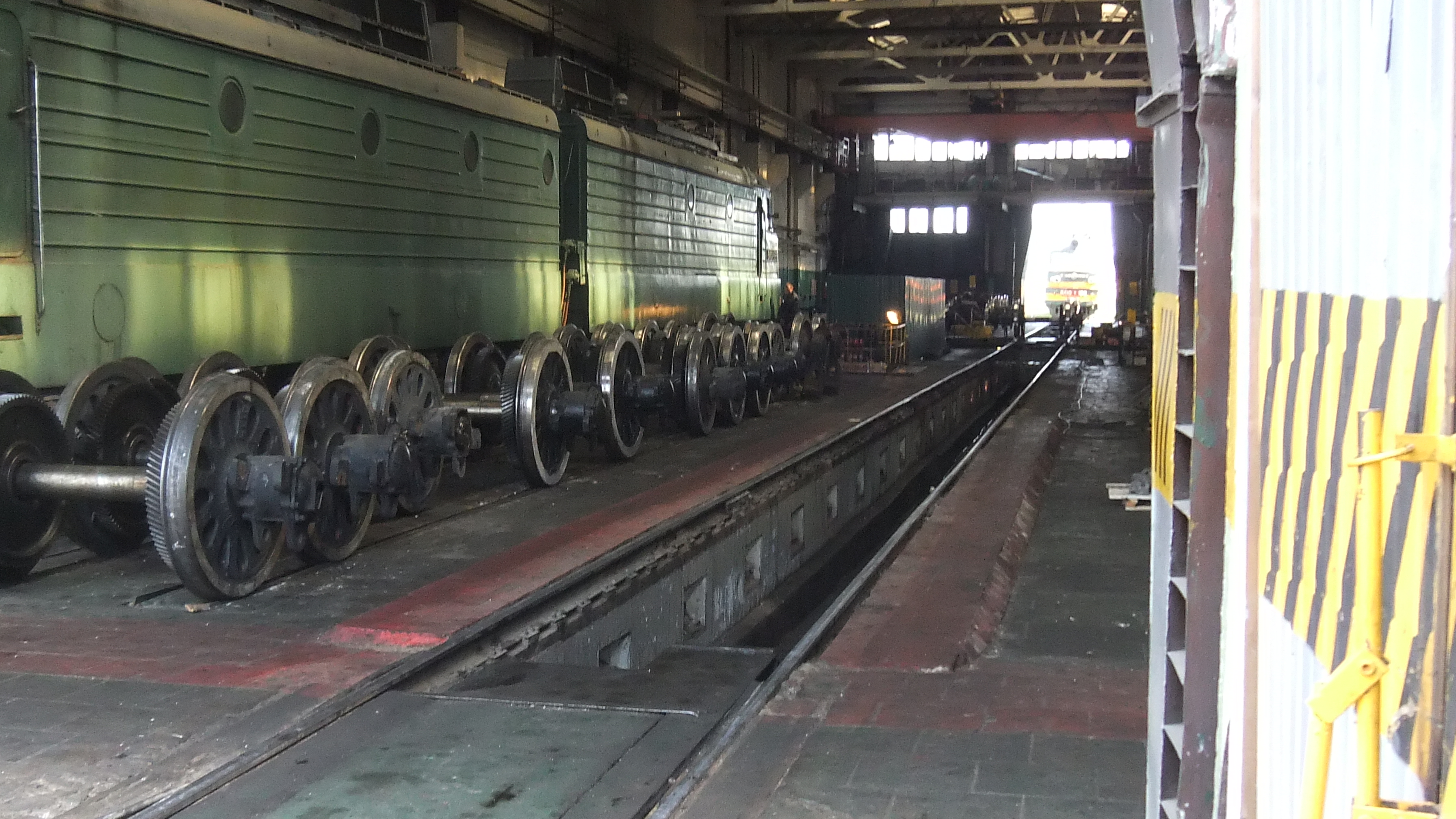
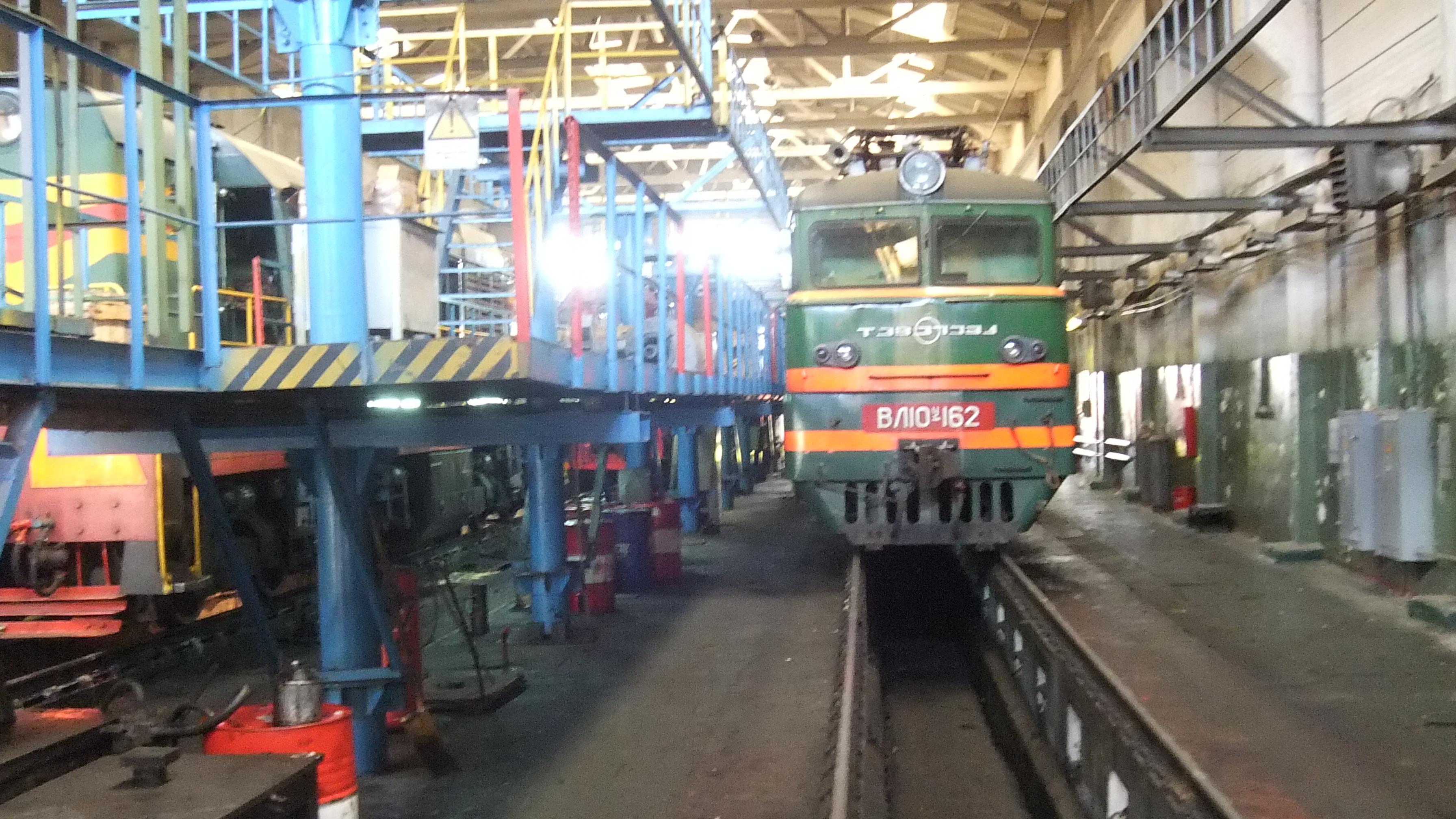
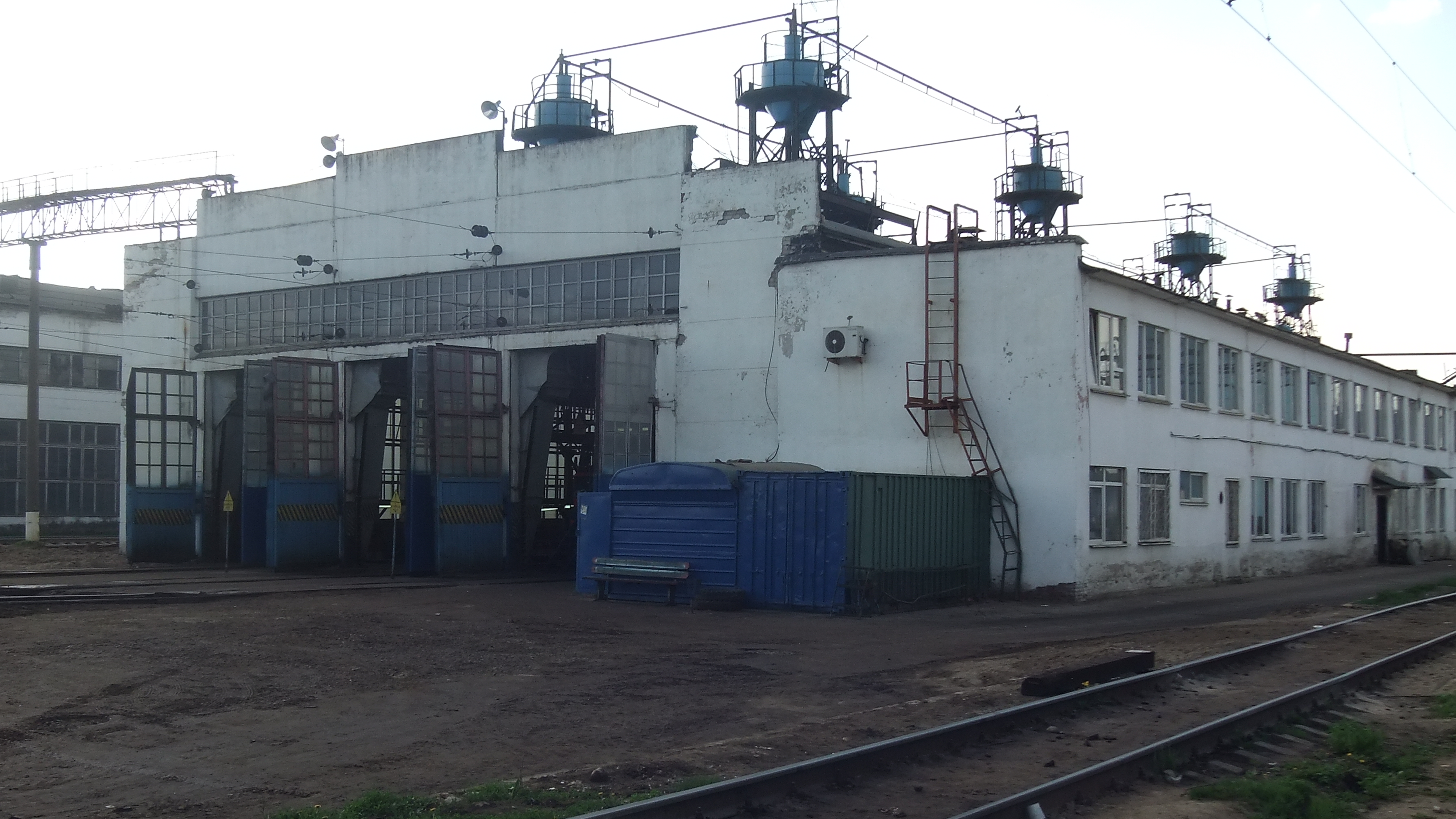
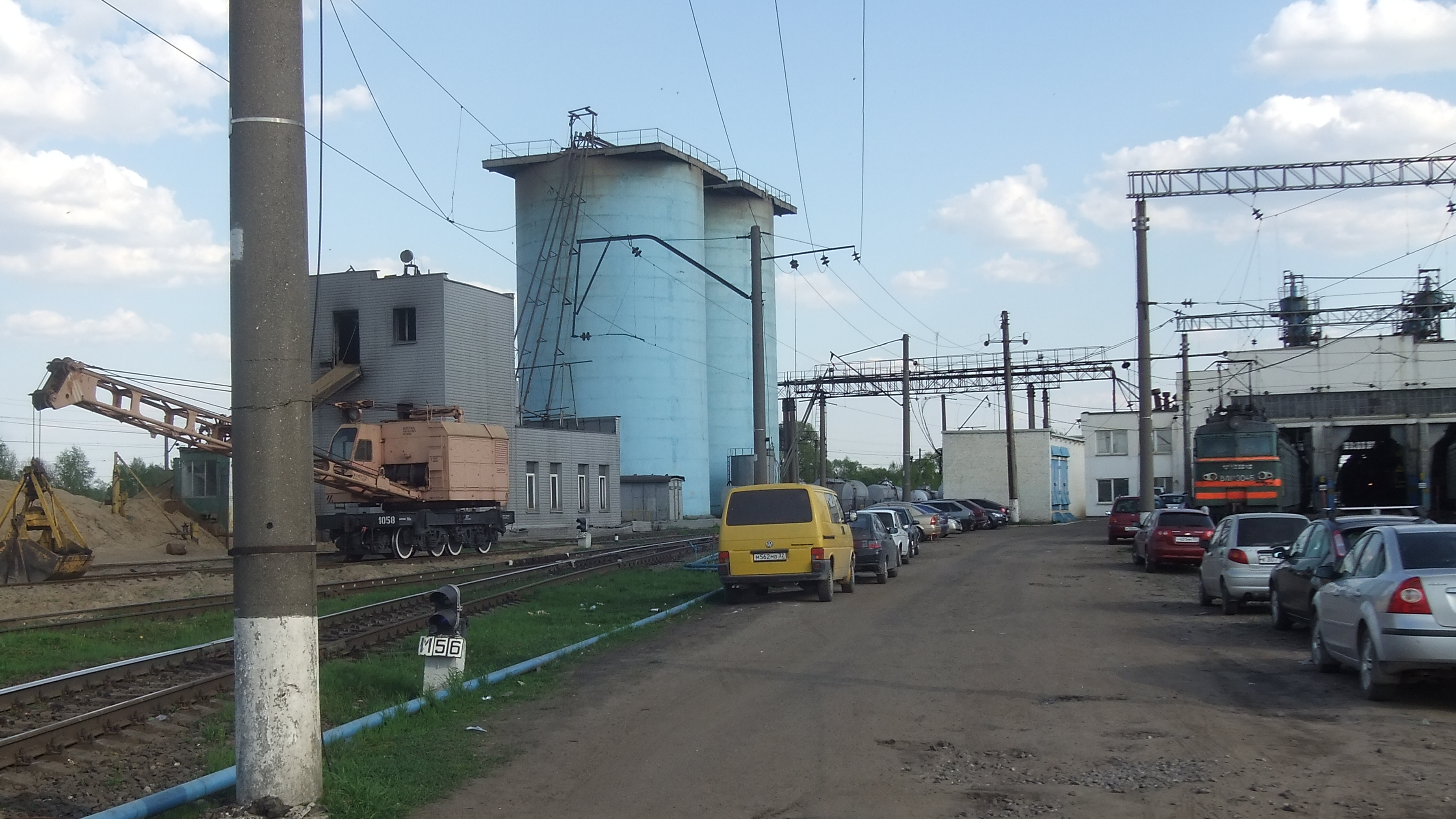